# Хик, Джон
Джон Хик (англ. John Hick; 20 января 1922, Скарборо, Англия — 9 февраля 2012,  Бирминген, Англия) — британский философ религии и теолог. Бо́льшую часть своей карьеры преподавал в США. В философской теологии он внёс вклад в области теодицеи, эсхатологии и христологии, а в философии религии — в области эпистемологии религии и религиозного плюрализма.

## Биография
Джон Хик родился 20 января 1922 года в семье среднего класса в Скарборо, Северный Райдинг Йоркшира, Англия. В подростковом возрасте он проявил интерес к философии и религии, чему способствовал его дядя, который был писателем и преподавателем в Манчестерском университете. Сначала Хик учился в квакерской школе Бутхэм в Йорке, а затем получил степень юриста в Университете Халла, но, приняв евангельское христианство, решил сменить профессию и в 1941 году поступил в Эдинбургский университет.
Во время учёбы он был призван на военную службу во время Второй мировой войны, но, отказавшись от военной службы по соображениям совести, поступил в подразделение Санитарной службы Друзей.
После войны он вернулся в Эдинбург, увлёкся философией Иммануила Канта и начал сомневаться в его фундаментализме. В 1948 году он защитил магистерскую диссертацию, которая легла в основу его книги «Вера и знание». Затем он получил степень доктора философии. В 1950 году окончил Ориел-колледж Оксфордского университета, а в 1975 году — Эдинбургский университет. В 1977 году он получил степень почётного доктора богословия на факультете теологии Уппсальского университета в Швеции.
В 1953 году он женился на Джоан Хейзел Бауэрс (ум. 1996), и у пары родилось четверо детей. После многих лет пребывания в качестве члена Объединённой реформатской церкви, в октябре 2009 года он был принят в члены Религиозного общества друзей (квакеров) в Великобритании. Он умер от осложнений пневмонии в больнице Королевы Елизаветы в Бирмингеме 9 февраля 2012 года в возрасте 90 лет.

## Карьера
Среди академических должностей Хика были Дэнфорд, профессор философии религии в Калифорнийском университете Клермонт (где он преподавал с 1979 по 1992 год); Х. Г. Вуд, профессор теологии Бирмингемского университета; и научный сотрудник Института перспективных исследований в области искусств и социальных наук Бирмингемского университета.
Во время учёбы в Бирмингемском университете Хик играл важную роль в ряде организаций, занимавшихся общественными отношениями. Нехристианские общины, в основном индуистские, мусульманские и сикхские, начали формироваться в Центральной Англии по мере увеличения иммиграции с Карибских островов и Индийского субконтинента. В связи с притоком людей с различными религиозными традициями возникла необходимость в организациях, ориентированных на интеграцию сообщества. За пятнадцать лет учёбы в Бирмингемском университете Хик стал основателем и первым председателем группы «Все религии за одну расу» (AFFOR); он был председателем комиссии по религии и культуре, которая была подразделением Комитета по связям с общественностью Бирмингема; он также возглавлял координационный комитет конференции 1944 года, созванной в соответствии с новым законом об образовании с целью разработки новой программы религиозного обучения в городских школах.
Мало кому известно, что в период с 1970 по 1974 год ранний провинциал отстаивал существенно иную теорию религиозного плюрализма, основанную не на И. Канте, а на индийском мистике XX века Шри Ауробиндо .
Он также занимал преподавательские должности в Корнеллском университете, Принстонской теологической семинарии и Кембриджском университете. Во время своего преподавания в Принстонской семинарии Хик начал отходить от своих консервативных религиозных взглядов, поскольку задался вопросом, «требует ли вера в воплощение веры в буквальную историчность непорочного зачатия». Эти вопросы позволили бы Хику глубже изучить его собственную христологию, что способствовало бы пониманию религиозного плюрализма. Он был вице-президентом Британского общества философии религии и вице-президентом Всемирного конгресса религий.
В 1986—1987 годах Хик читал гиффордские лекции, а в 1991 году был удостоен престижной премии Гравемейера от Луисвиллского университета и Луисвилльской пресвитерианской теологической семинарии за религию.
Джон Хик дважды привлекался к уголовной ответственности за ересь. В 1961 или 1962 году его спросили, возражает ли он против чего-либо в Вестминстерском исповедании 1647 года, и он ответил, что некоторые пункты остаются под вопросом. Из-за этого некоторые местные служители подали апелляцию против его принятия в пресвитерию. Синод удовлетворил их апелляцию. Год спустя Судебный комитет Генеральной Ассамблеи удовлетворил встречную апелляцию, которая стала членом пресвитерии.

## Философия
Роберт Смид утверждает, что Хика регулярно называют «одним из самых, если не просто самым — выдающийся философ религии XX века». Кит Уорд однажды назвал его «величайшим из ныне живущих философов мировой религии». Он наиболее известен своей пропагандой религиозного плюрализма, который радикально отличается от традиционных христианских учений, которых он придерживался, когда был моложе. Возможно, из-за его активного участия в межконфессиональных группах и взаимодействия с людьми нехристианских вероисповеданий через эти группы, Хик начал склоняться к плюралистическому мировоззрению. Он отмечает и то, и другое по-разному? и о Боге, и о Вселенной религий, что, познакомившись с этими людьми, которые принадлежали к нехристианским конфессиям, он увидел в них те же ценности и нравственные поступки, которые он распознавал в других христианах. Это наблюдение заставило его задуматься о том, как всецело любящий Бог мог приговорить нехристиан, которые явно придерживаются ценностей, почитаемых в христианстве, к вечному пребыванию в аду. Затем Хик начал пытаться найти средства, с помощью которых все приверженцы теистической религии могли бы обрести спасение.
Хик особенно подвергся критике со стороны тогдашнего кардинала Йозефа Ратцингера (будущего папы римского Бенедикта XVI), в период с 2005 по 2013 год, когда он возглавлял Конгрегацию доктрины веры. Ратцингер изучил работы нескольких теологов, обвиняемых в релятивизме, таких как Жак Дюпюи и Роджер Хейт, и обнаружил, что многие из них, если не все, были философски вдохновлены Хиком. Таким образом, декларация Dominus Iesus была воспринята многими в то время как осуждение идей и теорий Хика.

### Влияние философии Иммануила Канта
Начав свою карьеру как евангелист, он перешел к плюрализму как способу примирения Божьей любви с фактами культурного и религиозного разнообразия. В этом отношении на него в первую очередь оказал влияние Иммануил Кант, который утверждал, что человеческий разум затемняет реальную реальность в угоду пониманию (см. теорию восприятия Канта). Согласно Ричарду Питерсу, для Хика это «интерпретация отношения человеческого разума к «Бог… это» очень похожему на отношения, которые, как предполагал Кант, существуют между человеческим разумом и миром».
Несмотря на это, Хик не был строго последователем И. Канта. Питерс отмечает, что «граница между „ноуменальной“ и „феноменальной“ сферами (в том, что касается природы) для Хика не так серьёзна, как для Канта». Хик также заявляет, что Божественное Бытие — это то, что он называет «транскатегориальным», где человек может воспринимать Бога через категории, но сам Бог скрывает их по самой своей природе.

### Плюрализм
В свете своего кантианского влияния Хик утверждает, что познание Реального (его общий термин для обозначения Трансцендентной реальности) может быть познано только в том виде, в каком оно воспринимается. По этой причине утверждения об абсолютной истине о Боге (выражаясь христианским языком) на самом деле являются истинными утверждениями о восприятии Бога; то есть утверждения о феноменальном Боге, а не о ноуменальном Боге. Более того, поскольку все знания основаны на опыте, который затем воспринимается и интерпретируется в рамках человеческих представлений, культурные и исторические контексты, которые неизбежно влияют на человеческое восприятие, обязательно являются компонентами знания о Реальности. Это означает, что знание о Боге и относящиеся к нему утверждения о религиозной истине подвержены культурному и историческому влиянию и по этой причине не должны считаться абсолютными. Это важный аспект аргументации Хика против исключительности христианства, который утверждает, что, хотя другие религии могут содержать частичную доброту и истину, спасение даётся только в Иисусе Христе, а полная истина о Боге содержится только в христианстве.
Возможно, самый простой способ понять теорию плюрализма религий Хика — это поделиться сравнением, которое он проводит между своим собственным пониманием религии и взглядом Николая Коперника на Солнечную систему. До того, как Коперник распространил свои взгляды на солнечно-центрированную Вселенную, господствовала система Птолемея, в которой звёзды были изображены на небе, а Солнце восходило и заходило вокруг Земли. Короче говоря, остальная Вселенная существовала для Земли и была сосредоточена на ней. С другой стороны, Коперник утверждал, что Земля, как и другие планеты, вращается вокруг Солнца, которое на самом деле не движется, а только кажется движущимся из-за вращения Земли. Коперник пришёл к пониманию того, что другие планеты движутся вокруг Солнца по сходным траекториям; хотя каждая из них отличается, все они служат одной и той же цели и приводят к одному и тому же результату: каждая планета совершает полный оборот вокруг центральной звезды Солнечной системы — Солнца. Вращение планеты вокруг своей оси создаёт для неё день и ночь, точно так же, как день и ночь происходят на Земле. Хотя временны́е рамки для полного оборота вокруг Солнца и для полного цикла смены дня и ночи различаются в зависимости от планеты, концепция остаётся неизменной во всей Солнечной системе.
Аналогичным образом, Хик приводит метафору, согласно которой взгляд Птолемеев на религию заключался бы в том, что христианство — это единственный путь к истинному спасению и познанию единого истинного Бога. Христианство времён Птолемея утверждало бы, что все сущее и вся история развивалась по определённым законам во славу христианского Бога и что нет другого возможного пути, который привёл бы к спасению. Хик предстаёт в образе Коперника, предлагая поверить в то, что, возможно, все теистические религии сосредоточены на едином истинном Боге и просто используют разные пути для достижения одной и той же цели.
Лектор по религиозному плюрализму Кит Э. Джонсон сравнивает плюралистическую теологию Хика со сказкой о трёх слепцах, пытающихся описать слона: один трогает его за ногу, второй — за хобот, третий ощупывает бок слона. Каждый человек описывает слона по-своему, и, хотя каждый из них точен, каждый также убеждён в своей правоте и ошибочности двух других.
Роберт Смид утверждает, что Хик считает, что догматы христианства «больше неосуществимы в наше время и должны быть эффективно „понижены“». 
Более того, Марк Манн отмечает, что Хик утверждает, что на протяжении всей истории были люди, «которые были образцами Настоящего».
Позиция Хика заключается в том, что «это не исключительно христианский инклюзивизм (как у Карла Ранера и его «Анонимного христианина»), а множественность взаимоисключающих проявлений инклюзивизма». Хик утверждает, что различные религиозные выражения (религии) являются результатом различных исторических и культурных реакций на различные представления о настоящем. Он утверждает, что «различные религиозные традиции с их сложными внутренними различиями развивались для удовлетворения потребностей различных менталитетов, выраженных в различных человеческих культурах».
Было много опровержений плюрализму Хика.

### Христология Хика
В своей книге «Бог и Вселенная религий» (1973) Хик пытается определить суть христианства. Сначала он цитирует Нагорную проповедь как основное христианское учение, поскольку она даёт практический способ воплощения христианской веры в жизнь. Он говорит, что «суть христианства заключается не в вере в Бога... а в том, чтобы жить как ученики, которые во имя Него кормят голодных, исцеляют больных и творят справедливость в мире». Однако все учения, включая Нагорную проповедь, которые составляют то, что́ Хик называет сутью христианства, вытекают непосредственно из служения Иисуса. В свою очередь, это означает, что рождение, жизнь, смерть и воскресение Иисуса Христа составляют постоянную основу христианской традиции. В этой работе Хик продолжает исследовать, каким образом произошло обожествление Иисуса в корпоративном христианстве после его распятия, и задаётся вопросом, действительно ли Иисус считал себя Мессией и Сыном Божьим (Богочеловеком) в буквальном смысле этого слова.
В нескольких местах (например, в его работе «Миф о воплощённом Боге» и книге «Метафора воплощённого Бога») Хик предлагает переосмысление традиционной христологии, в частности учения о Воплощении Иисуса Христа. Хик утверждает, что «исторический Иисус из Назарета не учил и, по-видимому, не верил в то, что он был Богом или Богом-Сыном, Вторым лицом Святой Троицы, воплощённым или сыном Божьим в уникальном смысле». Именно по этой причине, а также, возможно, ради религиозного плюрализма и мира, Хик предлагает метафорический подход к воплощению. То есть Иисус (например) не был буквально Богом во плоти (воплощённым), но, образно говоря, был присутствием Бога. «Иисус был настолько открыт божественному вдохновению, настолько отзывчив к божественному духу, настолько послушен Божьей воле, что Бог смог действовать на земле в нём и через него. Я (деревенщина) верю, что это истинное христианское учение о воплощении». Хик считает, что метафорический взгляд на воплощение позволяет избежать ошибочных христианских парадоксов, таких как двойственность Христа (полностью Бога и полностью человека) и даже Троицы (Бог одновременно един и троечен).

Ни интенсивные христологические дебаты столетий, предшествовавших Халкидонскому собору, ни возобновившиеся христологические дебаты XIX и XX веков не привели к тому, чтобы очертить круг и сделать понятным утверждение о том, что тот, кто был подлинным и недвусмысленным человеком, был также подлинным и недвусмысленным Богом.
* «Миф о перевоплощении Бога», (на англ.)
Neither the intense christological debates of the centuries leading up to the Council of Chalcedon, nor the renewed christological debates of the 19th and 20th Centuries, have succeeded in squaring the circle by making intelligible the claim that one who was genuinely and unambiguously a man was also genuinely and unambiguously God.

— ""The Myth of God Incarnate" from N. F. Gier, God, Reason, and the Evangelicals (University Press of America, 1987), chapter 3.

## Проблема зла
Хик отождествляет себя с ветвью теодицеи, которую он называет «иринейской теодицеей» или «Защитой, создающей душу». Упрощение этой точки зрения заключается в том, что страдание существует как средство духовного развития. Другими словами, Бог допускает страдания, чтобы человеческие души могли расти или совершенствоваться в направлении взросления. Для Хика, Бог, в конечном счёте, несёт ответственность за боль и страдания, но такие вещи на самом деле не так уж плохи, и, возможно, обладая большей степенью восприятия, можно увидеть, что «зло», которое мы испытываем через страдание, в конечном счёте является не злом, а добром, поскольку оно используется для того, чтобы «сделать наши души» лучше. Поэтому Хик рассматривает зло в виде боли и страданий как служение благой цели Бога — привести «несовершенное и незрелое» человечество к себе «в непоколебимой вере и любви». В то же время Хик признаёт, что в нашем мире этот процесс часто терпит неудачу. Хик утверждает, что, однако в загробной жизни «Бог в конечном счёте преуспеет в Своей цели — привлечь всех людей к Себе».
Обсуждение зла в сельской местности было оспорено рядом теологов и философов-моралистов, включая Дэвида Гриффина и Джона К. Рота. Используя собственные слова Хика, Рот заявил: «Теодицея Хика кажется мне неправдоподобной, потому что я убеждён, что его утверждения о благости Бога не выдерживают натиска того, что он называет главной угрозой своей собственной точке зрения: „огромного количества и интенсивности как морального, так и природного зла“». В книге «Встреча со злом» Стивен Дэвис высказал четыре критических замечания в адрес Хика: «Во-первых, хотя ни одна теодицея не свободна от трудностей, я считаю, что теодицея Хика не совсем убедительно описывает количество зла, существующего в мире... Во-вторых, я сомневаюсь в надежде Хика на постепенную духовную эволюцию, пока люди не достигнут полного состояния богопознания... В-третьих, я верю, что это также сталкивается с тем, что я называю „экономически эффективной“ критикой защиты свободы воли... Моя последняя и самая серьёзная критика в адрес Хика касается его приверженности универсализму».

## Крупнейшие труды
Самые большие его труды:
- «Вера и знание» (англ. "Faith and Knowledge", 1st ed. 1957, 2nd ed. 1966).
- «Существование Бога» (англ. "The Existence of God", (ed.) 1st ed. 1964), Macmillan Publishers).
- «Зло и Бог Любви» (англ. "Evil and the God of Love", 1966, 1985, reissued 2007).
- «Многолетний спор с Артуром К. МакГиллом[англ.]» (англ. "The Many Faced Argument with Arthur C. McGill", 1967, 2009).
- «Философия религии» (англ. "Philosophy of Religion", 1970, 4th ed. 1990).
- «Смерть и вечная жизнь» (англ. "Death and the Eternal Life", (1st ed. 1976); 1994 pbk издание).
- (Редактор) «Миф о воплощённом Боге[англ.]» (англ. "The Myth of God Incarnate", 1977).
- (Редактор вместе с Полом Ф. Книттером[англ.]) «Миф об уникальности христианства: на пути к плюралистической теологии религий» (англ. "The Myth of Christian Uniqueness: Toward a Pluralistic Theology of Religions", (1987)[27], 2005 pbk edition).
- «Христианская теология религий» (англ. "A Christian Theology of Religions", 1995).
- «Интерпретация религии: реакция человека на трансцендентное» (англ. "An Interpretation of Religion: Human Responses to the Transcendent", 1989, reissued 2004).
- «Метафора воплощённого Бога» (англ. "The Metaphor of God Incarnate", 1993, 2nd ed. 2005).
- «Новая граница религии и науки: религиозный опыт, неврология и трансцендентно» (англ. "The New Frontier of Religion and Science: Religious Experience, Neuroscience and the Transcendent", 2006).